# Пубаев, Регби Ешиевич
Регби Ешиевич Пубаев (1928—1991) — советский бурятский учёный, доктор исторических наук, тибетолог, монголовед, преподаватель, общественный деятель.

## Биография
Родился  21 декабря 1928 года в местности Алха (ныне (Оловяннинский район Забайкальского края)).
После учебы в средней школы поступил на монгольское отделение восточного факультета Ленинградского университета, которое окончил в 1952 году. После этого поступил в аспирантуру.
В 1955 году под руководством профессора Николая Кюнера защитил кандидатскую диссертацию на тему «Экспансия Англии в Тибете и борьба тибетского народа против английских захватчиков».
Приехав в Улан-Удэ, Пубаев преподавал историю древнего мира в Бурятском государственном педагогическом институте имени Доржи Банзарова. В 1957-1958 годах в Центральном государственном архиве Бурятской АССР обработал все бурятские документы на старо-монгольской письменности, выделил их в шесть фондов (по Степным думам) и составил их опись в трех книгах.
В 1958 году приглашен на работу в Отдел Зарубежного Востока, вновь созданного Бурятского комплексного научно-исследовательского института СО АН СССР (сейчас Институт монголоведения, буддологии и тибетологии СО РАН). Здесь он трудился до конца своих дней. В ИМБиТ возглавлял сектор истории культуры народов Востока, сектор тибетологии, сектор буддологии и отдел памятников письменности Востока.
В течение пяти лет, с 1961 по 1966 годах работал руководителем историко-этнографической экспедиции, исследовавшей современное состояние буддизма и традиционных верований бурят в районах этнической Бурятии. По результатам этих экспедиций Пубаев написал целый ряд научных статей и монографий.
Работая в архивах с документами, Пубаев при этом не забывал главное дело своей жизни – тибетологию и монголоведение. Сделал перевод с тибетского языка и фундаментальное исследование сочинения монгольского ученого Сумба-кханбо Ешей-Бальчжора «Пагсам-чжонсан», который освещает историю буддизма в Тибете и сопредельных странах. По этой работе защитил докторскую диссертацию, став первым в СССР доктором наук по истории Тибета.
Вместе с ученым-востоковедом Б.Д. Дандароном он перевел и издал первый том тибетско-монгольского словаря «Источник мудрецов», в котором представлена вся доктринальная лексика буддизма. Первым в СССР начал изучать свод тибетских буддийских канонов «Ганчжур» и «Данчжур».
Наряду с изучением тибетских материалов Пубаев активно занимался монголоведением. Часто бывал в Монголии, любил эту страну, имел там много друзей. Возглавлял работу по изучению истории культуры Монголии, руководил долгосрочным советско-монгольским научным проектом «Буддизм и средневековая культура народов Центральной Азии». Перевел с монгольского языка пособие по монгольской астрологии «Зурхай», а также «Краткую историю бурят-монголов» Абиды Бодонгутского.
Представлял советскую и бурятскую науку на международных форумах в Монголии, Индии, Японии, Китае, Непале, Венгрии. Вел обширную переписку с учеными-коллегами и друзьями из Ленинграда, Москвы, Монголии, Индии, европейских стран, США.
Умер в 1991 году.